# 東向殿
東向殿（日语：／ Higashimukidono，1471年—1559年7月15日）是日本室町時代後期至戰國時代的一名女性，為周防的戰國大名大內義興的正室。

## 生涯
東向殿是大內氏家臣長門守護代內藤弘矩之女。在大內義興繼承家督之位時，義興聽從陶武護的讒言而將弘矩誅殺。其後，義興對於誤殺弘矩感到後悔，為了重振其聲譽而迎娶他的女兒東向殿為正室，由於她的御殿朝向東方，因此被稱為東向殿。永正4年（1507年）11月15日，東向殿替義興誕下長子大內義隆。
由於東向殿性格溫柔，讓人感覺弱質纖纖，其典型的母親形象被指可能是導致其子義隆成為文治主義者的原因。與此丈夫相比，東向殿年紀稍長數年，壽命也較長。在義興死後於天文20年（1551年）8月爆發的大寧寺之變中，東向殿與侍女和女性親族逃往周防（現山口市內）的真如寺避難，途中雖然一度氣絕，但是在位於厚狹郡法泉寺的義隆聞訊後，在混亂的情況下派遣醫師前往救治其母，東向殿亦得以保命，義隆的孝行亦因而獲得傳頌。在這場政變中，東向殿之子義隆和孫子大內義尊均被殺，而由於東向殿說道：「我已經八十有多，為何依然命不該絕，唯一擔心的就是要麻煩後人照料我。」（」，因此其餘生均受到陶晴賢和毛利元就等大內氏舊臣庇護。
永祿2年（1559年）6月11日，東向殿死去。墓所被指是在真如寺，享年雖然未明，但按照《大內義隆記》的記載則是90歲。

### 註解
1. ↑  『大内義隆記』
2. ↑  『大内義隆記』

## 媒體
電視劇
- 《毛利元就》（1997年NHK大河劇，演員：東智鶴（日语：東ちづる））—以綾之方的身份登場。